# جام حذفی فوتبال ایران ۷۶–۱۳۷۵
جام حذفی فوتبال ایران ۷۶–۱۳۷۵ یازدهمین دورهٔ جام حذفی فوتبال ایران است.
این مسابقات با قهرمانی برق شیراز همراه بود. فینال این بازی با تساوی ۱ بر ۱ برق شیراز و بهمن کرج همراه بود که در ضربات پنالتی علی لطیفی ، یدالله سلیمانی ، یوسف بخشی زاده از تیم بهمن نتوانستند  پنالتیها خودرا به ثمر برسانند ودرنهایت  برق شیراز با نتیجه ۳ بر صفر پیروز شد و برای اولین بار به مقام قهرمانی جام حذفی ایران رسید و به مسابقات جام برندگان جام آسیا ۹۸-۱۹۹۷ راه یافت.

## تاریخچه
یازدهمین دورهٔ جام حذفی فوتبال ایران با قهرمانی برق شیراز همراه بود. در فصل ۱۳۷۵ - ۷۶ برق شیراز پس از انصراف پرسپوليس در نيمه نهايى به فينال رفت. از آن طرف جدول هم بهمن با شكست استقلال اهواز رهسپار فينال شد. بازى فينال به صورت تك بازى و در ورزشگاه حافظیه شیراز در ۲۹ شهريور ۷۶ انجام شد كه پس از تساوى يك بر يك دو تيم درضربات پنالتى، اين تيم برق بود كه بانتيجه سه بر صفر به برترى رسيد. سرمربى برق شيراز در اين مسابقات ابراهيم بيوگرادليچ بوسنيايی بود. به این ترتیب اولین قهرمانى برق شيراز در سطح اول فوتبال كشور رقم خورد. 

## مرحله یک شانزدهم نهایی
| تاریخ         | میزبان         | نتیجه | میهمان         | توضیحات             |
| 24 خرداد 1375 | فجرسپاه ارومیه | 2-0   | استقلال تهران  |                     |
| 1 تیر 1375    | استقلال تهران  | 1-1   | فجرسپاه ارومیه |                     |
|               | استقلال تهران  | 1-3   | فجرسپاه ارومیه | نتیجه مجموع دو بازی |

## یک هشتم نهایی
| تاریخ        | میزبان          | نتیجه | میهمان          | توضیحات             |
| 14 بهمن 1375 | ماشین‌سازی تبریز | 0-0   | استقلال تهران   |                     |
| 30 بهمن 1375 | استقلال تهران   | 0-3   | ماشین‌سازی تبریز |                     |
|              | استقلال تهران   | 0-3   | ماشین‌سازی تبریز | نتیجه مجموع دو بازی |
|              | شموشک نوشهر     | 1-0   | پرسپولیس        |                     |
|              | پرسپولیس        | 1-5   | شموشک نوشهر     |                     |
|              | پرسپولیس        | 1-6   | شموشک نوشهر     | نتیجه مجموع دو بازی |

## یک چهارم نهایی
| تاریخ         | میزبان        | نتیجه | میهمان      | توضیحات             |
|               | پرسپولیس      | 3-4   | شاهین اهواز | نتیجه مجموع دو بازی |
| 24 مرداد 1376 | استقلال تهران | 1-0   | بهمن کرج    |                     |

## نیمه نهایی
| تاریخ          | میزبان        | نتیجه  | میهمان        | توضیحات             |
|                | برق شیراز     | انصراف | پرسپولیس      | انصراف پرسپولیس     |
| 14 شهریور 1376 | استقلال اهواز | 1-3    | بهمن کرج      |                     |
| 21 شهریور 1376 | بهمن کرج      | 0-2    | استقلال اهواز |                     |
|                | بهمن کرج      | 3-3    | استقلال اهواز | نتیجه مجموع دو بازی |

## فینال
| تاریخ          | میزبان                                                   | نتیجه     | میهمان                                                       | توضیحات                    |
| 29 شهریور 1376 | برق شیراز مهدی جعفری 82 جعفر جادری مهدی جعفری وحید مرادی | 1(3)-(0)1 | بهمن کرج علی لطیفی 15 یوسف بخشی زاده یداله سلیمانی علی لطیفی | ورزشگاه شهدای ارتش (شیراز) |

سرمربی برق شیراز: ابراهیم بیوگرادلیچ 
سرمربی بهمن کرج: فرهاد کاظمی 

## قهرمان
| قهرمان جام حذفی ایران ۷۶–۷۵ |
| --------------------------- |
| برق شیراز                   |
| اولین قهرمانی               |